# پرتوان و باشتاب
«پرتوان و با شتاب» (انگلیسی: Head over Heels) ترانه‌ای از ابرگروه سوئدی موسیقی پاپ آبا است که در سال ۱۹۸۲ منتشر شد.

## جداول موسیقی
| جدول (۱۹۸۲)                  | بالاترین رتبه |
| ---------------------------- | ------------- |
| اتریش (او۳ تاپ ۴۰ اتریش)     | ۸             |
| بلژیک (اولتراتاپ ۵۰ فلاندرز) | ۳             |
| آلمان (جدول‌های رسمی آلمان)   | ۱۹            |
| ایرلند (ایرما)               | ۱۴            |
| هلند (۴۰ آهنگ برتر)          | ۴             |
| هلند (۱۰۰ تک‌آهنگ برتر)       | ۱             |
| تک‌آهنگ‌های بریتانیا (اوسی‌سی)  | ۲۵            |